# オランダ煮
オランダ煮（オランダに）とは、食材を油で揚げたもしくは炒めた後、醤油、みりん、日本酒、出汁などを合わせて作る煮汁にトウガラシを加えて煮た料理。油で揚げた後に煮ることで食材の外側と内側で異なる食感が発生する点が特徴である。食材にはナスやこんにゃくを用いることが多いが、鶏肉やジャガイモ、高野豆腐、魚を使用したオランダ煮も存在する。また、ナスを茹でた後に煮る調理法も存在する。金沢ではナスと素麺の煮物もよく出される。
オランダ煮は長崎県から日本全国へと広まった西洋の調理法とされ、江戸時代に出島からオランダとの貿易を通して伝わったことから「西洋風の」という意味合いでオランダ煮の名前がついたとされている。